# شلن نمساوي
كان الشلن النمساوي (بالألمانية: Schilling) هو العملة النمساوية من عام 1925 إلى عام 1938 ومن عام 1945 إلى عام 1999، والعملة المتداولة حتى عام 2002. تم تقديم اليورو بسعر ثابت قدره 1 يورو = 13.7603 شلن لتحل محلها. تم تقسيم الشلن إلى 100 جروشن.

## التاريخ

### الشلن الأول
تم إنشاء الشلن بموجب قانون شيلينغ (Schillingrechnungsgesetz) الصادر في 20 ديسمبر 1924، بمعدل شلن واحد مقابل 10000 كرونة وتم إصداره في 1 مارس 1925. وألغي الشلن في أعقاب ضم ألمانيا للنمسا في عام 1938، عندما تم استبدالها بمعدل اثنين من المارك الألماني إلى ثلاثة شلن.

### الشلن الثاني
أعيد تقديم الشلن بعد الحرب العالمية الثانية في 30 نوفمبر 1945 من قبل جيش الحلفاء، الذي أصدر النقود الورقية (بتاريخ 1944) بفئات 50 غروشن، 2، 5، 10، 20، 25، 50، 100، و 1000 شيلينغ. كان سعر الصرف لمارك الرايخ 1: 1، يقتصر على 150 شلن للفرد. بدأ البنك الوطني أيضًا في إصدار أوراق الشلن في عام 1945 وتم إصدار العملات المعدنية الأولى في عام 1946.
مع قانون «الشلن» الثاني في 21 نوفمبر 1947، تم تقديم أوراق نقدية جديدة. يمكن استبدال الأوراق النقدية السابقة بأوراق نقدية جديدة على قدم المساواة لأول 150 شلن وبمعدل 1 شلن جديد مقابل 3 شلنات قديمة بعد ذلك. لم تتأثر العملات المعدنية بهذا الإصلاح. استقرت العملة في الخمسينيات من القرن الماضي، حيث تم ربط الشلن بالدولار الأمريكي بمعدل 1 دولار = 26 شلن. بعد انهيار نظام بريتون وودز في عام 1971، تم ربط الشلن في البداية بسلة من العملات، ثم في يوليو 1976، تم ربط الشلن بالمارك الألماني.
على الرغم من أن اليورو أصبح العملة الرسمية للنمسا في عام 1999، إلا أنه لم يتم تقديم عملات اليورو المعدنية والأوراق النقدية حتى عام 2002. تم التخلص التدريجي من العملات المعدنية والورقية المقومة بالشلن القديم بسبب إدخال اليورو بحلول 28 فبراير من ذلك العام. ستظل الأوراق النقدية والعملات المعدنية التي كانت سارية المفعول في وقت إدخال اليورو قابلة للاستبدال إلى أجل غير مسمى مقابل اليورو في أي فرع من فروع بنك البنك المركزي النمساوي.

## اقرأ أيضاً
- اليورو في النمسا
- اقتصاد النمسا
- شلن